# Go-Hanazono
Go-Hanazono (jap. 後花園天皇 Go-Hanazono Tennō; ur. 10 lipca 1419, zm. 18 stycznia 1471) – 102. cesarz Japonii. Panował od 7 września 1428 do 21 sierpnia 1464.
Syn księcia Fushimi-no-miya Sadafusa (jap. 伏見宮貞成親王) (1372–1456) oraz Yukiko (jap. 幸子) (1390–1448). Był praprawnukiem cesarza Go-Fushimi. Został adoptowany przez cesarza Shōkō na polecenie jego ojca cesarza Go-Komatsu.